# Mill-Stream-Gletscher
Der Mill-Stream-Gletscher ist ein 16 km langer Gletscher in der antarktischen Ross Dependency. Er fließt in westlicher Richtung zwischen der Supporters Range und dem Otway-Massiv zum Mill-Gletscher. 
Er wurde von Teilnehmern einer von 1961 bis 1962 durchgeführten Kampagne im Rahmen der New Zealand Geological Survey Antarctic Expedition in Anlehnung an den Mill-Gletscher benannt. Dessen Namensgeber ist Hugh Robert Mill (1861–1950), langjähriger Bibliothekar der Royal Geographical Society.